# Cycloptychius
Cycloptychius is een geslacht van uitgestorven straalvinnige beenvissen, behorend tot de Palaeonisciformes.